# Arborfield Cross
Arborfield Cross är en by i Wokingham distrikt i Berkshire grevskap i England. Byn är belägen 8 km 
från Reading. Orten har 737 invånare (2015).